# Campeonato Samarinês de futebol de 1985-86
O Campeonato Sammarinese di Calcio de 1985-86 foi a primeira edição do torneio. Possuiu apenas uma única divisão, com um único grupo de 17 equipes em jogos todos contra todos em turno único. Ao final da temporada os times são arranjados em dois grupos para a próxima temporada. Os 9 melhores classificados formam a primeira divisão, a Serie A1, ao passo que os últimos oito integram a Serie A2, ou a segunda divisão. Em 27 de abril de 1986 a temporada termina com a vitória do Faetano.

## Equipes participantes
- Cailungo (Borgo Maggiore)
- Cosmos (Serravalle)
- Domagnano (Domagnano)
- Faetano (Faetano)
- Fiorentino (Fiorentino)

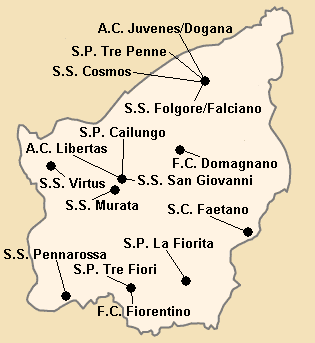
1985-86 Campeonato Sammarinese di Calcio equipe de distribuição

- Folgore Falciano Calcio (Serravalle)
- Juvenes/Dogana (Serravalle)
- La Fiorita (Montegiardino)
- Libertas (Borgo Maggiore)
- Murata (São Marino)
- Pennarossa (Chiesanuova)
- San Giovanni (Borgo Maggiore)
- Tre Fiori (Fiorentino)
- Tre Penne (Serravalle)
- Virtus (Acquaviva)

## Classificação
| #   | Equipes          | PG | J  | V  | E | D  | GP | GC | S   |
| --- | ---------------- | -- | -- | -- | - | -- | -- | -- | --- |
| 1.  | SC Faetano       | 26 | 16 | 10 | 6 | 0  | 48 | 15 | 33  |
| 2.  | SS San Giovanni  | 25 | 16 | 10 | 5 | 1  | 20 | 5  | 15  |
| 3.  | La Fiorita       | 24 | 16 | 10 | 4 | 2  | 34 | 9  | 25  |
| 4.  | Montevito        | 23 | 16 | 7  | 5 | 4  | 27 | 12 | 15  |
| 5.  | Cailungo         | 19 | 16 | 7  | 5 | 4  | 34 | 22 | 12  |
| 6.  | Libertas         | 19 | 16 | 5  | 9 | 2  | 20 | 17 | 3   |
| 7.  | Tre Penne        | 18 | 16 | 7  | 4 | 5  | 20 | 18 | 2   |
| 8.  | Dogana           | 17 | 16 | 5  | 7 | 4  | 21 | 21 | 0   |
| 9.  | Murata           | 16 | 16 | 7  | 2 | 7  | 18 | 21 | −3  |
| 10. | Folgore Falciano | 14 | 16 | 4  | 6 | 6  | 20 | 25 | −5  |
| 11. | Domagnano        | 14 | 16 | 4  | 6 | 6  | 12 | 19 | −7  |
| 12. | Cosmos           | 13 | 16 | 4  | 5 | 7  | 20 | 23 | −3  |
| 13. | Tre Fiori        | 13 | 16 | 4  | 5 | 7  | 20 | 23 | −3  |
| 14. | Aurora           | 10 | 16 | 2  | 6 | 8  | 20 | 44 | −24 |
| 15. | Pennarossa       | 9  | 16 | 2  | 5 | 9  | 10 | 23 | −13 |
| 16. | Virtus           | 8  | 16 | 1  | 6 | 9  | 10 | 34 | −24 |
| 17. | Juvenes          | 4  | 16 | 0  | 4 | 12 | 13 | 35 | −22 |